# 3·1절
3·1절(삼일절, 한국 한자: 三一節)은 1919년 3월 1일에 일어난 3·1 운동을 기념하여 제정된 대한민국의 공휴일이자 국경일이다.
1919년 4월 11일 대한민국 임시정부의 수립 이후 1920년에 <독립선언일>(Korean Independence Day)이라는 국경일로 지정되어 재외교포와 임시정부 및 독립운동가에 의해 그 기념이 시작되었다. 광복 이후 '1946년 3월 1일 제27회 기념식을 기해 국가 경축일로 지정되었으며, 대한민국 제1공화국 수립 이후 1949년 10월 1일 <국경일에관한법률>을 공포함으로써 국경일로 재지정되었다. 이는 2005년 12월 29일 <국경일에 관한 법률>로 개정되어 지금에 이른다. 3ㆍ1운동 때 유관순, 손병희를 포함해 3000명이 참여했다.
이 날에는 정부 주최로 3부 요인은 물론 각계각층의 유명인사들이 모여 기념식을 거행하여 대한민국의 헌법 기본정신인 3.1정신을 되새긴다. 이와 함께 나라의 광복을 위해 싸우다가 순국한 선열들의 유족 및 애국운동가들로 구성된 광복회 회원들은 따로 파고다 공원에 모여 그 날의 깊은 뜻을 되새기는 의식을 거행한다. 또한  민간 차원의 갖가지 문화 공연도 이날에 베풀어지며, 전국 관공서 및 각 가정에서 대한민국의 국기인 태극기를 게양한다.

## 3.1절의 역사
3.1절은 1919년 대한민국의 독립선언과 대한민국 임시정부의 발족과 함께 시작한다. 1920년 2월 임시정부 내무부 주최로 3.1독립선언 1주년 기념식 준비회를 설치하고 갖가지 행사를 준비하였다. 제1주년 3.1절은 임시정부 주최의 기념식과 교민단 주최의 3.1절대축하식, 시가행진, 기념공연 등으로 성대히 축하되었고, 당시 임시정부의 기관지였던 독립신문은 이날을 국경일로 적으며 기쁘게 맞이할 것을 동포들에게 주문했다.
매 일요일과 국경일에 영국, 프랑스, 미국의 국기가 집집마다 날릴 때에 우리는 얼마나 그를 부러워하였던가. 동포들은 아이들까지도 수일 전부터 이 신성한 국경일의 준비를 하여 어제가 되자 아주 명절 기분이 되었다. (중략) 천만대에 기념할 우리 민족의 부활일인 오늘 하루를 무한히 기쁘게 축하하자! 놀자!

3.1절 행사는 연해주와 만주, 미국, 심지어는 일본에서도 한인들에 의해 개최되었는데, 이들은 기념식을 가진 뒤 브라스밴드를 앞세워 퍼레이드를 벌였고, 기념 공연과 축포, 전단 살포 등의 다채로운 행사로써 3월 1일을 경축했다. 임시정부 시기 3.1절의 정식 명칭은 독립선언일이었으며, 이외에도 독립절, 혁명기념일 등의 명칭으로 불리었다. 3.1절이라는 명칭은 중국의 쌍십절이나 미국 독립기념일의 별칭인 4th of July에서 따 온 것으로 추정된다. 이외에도 여러 독립운동가들의 전단과 기록에서 3.1절은 대한민국 건국기념일이나 독립기념일 등으로 언급되었다.
아! 경사로다. 건국의 기념일이여. 반도강산 이천만 민족의 생명은 이 날부터 부활하기 시작하였다. 기다리고 기다리던 이 날이 다시 돌아오니 덩실덩실 춤이라도 추지 않을 수 없다. 굽히지 않는 열성과 꺾이지 않는 충정으로 원수의 엄혹한 단속에도 굴하지 않고 찬란하고 위대한 활동을 위하여 축하해야 할 것이다. 아는가? 3월 1일이 무슨 날인지?

국내에서 열린 최초의 3.1절 행사는 해방 이후인 1946년 보신각 앞에서 남조선대한국민대표민주의원 주최로 성대히 거행되었다. 이승만의 개회사와 김구의 경축사, 김규식의 선창 순으로 식전이 열렸으며, 이날을 경축하기 위한 음악회와 전시회, 예술공연, 체육대회 등 다채로운 문화예술행사들이 베풀어졌다. 그러나 3.1절 행사는 당대 좌익과 우익 진영 간의 분열 속에 치러졌으며, 1947년에는 동대문운동장과 남산에서 각각 경축 행사를 거행하던 우익과 좌익이 충돌하여 사상자가 발생하기도 했다.
1949년부터 3.1절은 4대 국경일로 지정되었으며, 이때까지만 해도 겨레 최대의 명절로 인식되고 있었다. 정부 주최의 경축식 이외에도 국방군의 축하 비행, 예술제, 퍼레이드, 학예회, 체육회, 연극 등 다채로운 행사가 거행되었다. 그러나 대부분의 경축 행사는 6.25 전쟁을 기점으로 사라졌으며, 5.16 군사정변과 5공화국 정권을 거치며 3.1절은 크게 천시되었다. 1998년 이후로는 만세운동 재현 행사가 실시되어 사실상 유일한 3.1절 행사로 명맥을 유지하고 있다.

## 3·1절 노래
'3·1절 노래'는 1946년에 문교부 장관 안호상의 의뢰로, 위당 정인보의 3·1절 노래에 당시 숙명여대 음악과 강사였던 작곡가 박태현이 곡을 붙인 것이다.
3·1절 노래 정인보 작사/박태현 작곡

기미년 3월 1일 정오
터지자 밀물 같은 대한 독립 만세
태극기 곳곳마다 3000만이 하나로
이 날은 우리의 의요 생명이요 교훈이다
한강물 다시 흐르고 백두산 높았다
선열 하 이 나라를 보소서
동포야 이 날을 길이 빛내자
‘기미년 3월 1일 정오 터지자 밀물 같은 대한 독립 만세 태극기 곳곳마다 3000만이 하나로 이 날은 우리의 의요 생명이요 교훈이다 한강물 다시 흐르고 백두산 높았다 선열 하 이 나라를 보소서 동포야 이 날을 길이 빛내자.’
정인보가 작사하고 박태현이 곡을 붙인 작품으로 순국선열을 기리며 부르던 3.1절노래 가사다. 3.1운동이 일어날 당시(1919년) 한반도의 인구는 2000만이 채 되지도 않았는데, “태극기 곳곳마다 3천만이 하나로”라는 가사로 불린 3·1절 노래의 오류를 지적하기도 한다.

## 현대의 3·1절
대한민국에서는 국경일로 지정되어 태극기를 게양하고 쉬도록 하고 있다. 심야에는 종종 폭주족이 과속 운행을 할 때가 많은데, 이 때는 특히 경찰의 단속이 심해지며, 전국 초·중·고생 3천919명을 상대로 `3·1절 관련 학생인식에 관한 조사'를 한 결과 40%가 3·1절의 의미를 모르는 것으로 조사되었다.

### 100주년 기념식
3.1절 100주년을 맞이하기 위하여 문재인 정부에서는 2018년 7월 3일 3.1운동 및 대한민국임시정부 수립 100주년 기념사업추진위원회를 발족하였다.
2019년 3월 1일 3.1절 100주년을 맞이하여 전국 각지에서 행사가 개최됐다. 그 중 서울 광화문 광장에서는 정부서울청사를 비롯한 인근 건물에는 대형 태극기가 내걸렸으며 문재인 대통령과 각부 장관, 각계 인사와 시민 약 1만 명이 참석하였다. 국민대표 33인의 행진과 독립선언문 낭독, 독립유공자 포상이 진행되었고, 독립유공자 334명에 대한 포상에서는 유관순 열사에게 최고 등급인 건국훈장 대한민국장이 추서됐다. 정오에는 전국에서 동시에 3·1운동 100주년을 기념하는 타종과 만세 행사가 열리기도 했다. 서울 보신각에서 열린 타종 행사에는 강제징용 피해자인 이춘식 씨와 유관순 열사의 조카 유장부씨 등 독립유공자 후손 12명이 참여하기도 했다. 서울광장 일대에서는 만세 행진과 공연이 이어졌고, 시민 3,000명이 참여한 대합창 행사도 열렸다.

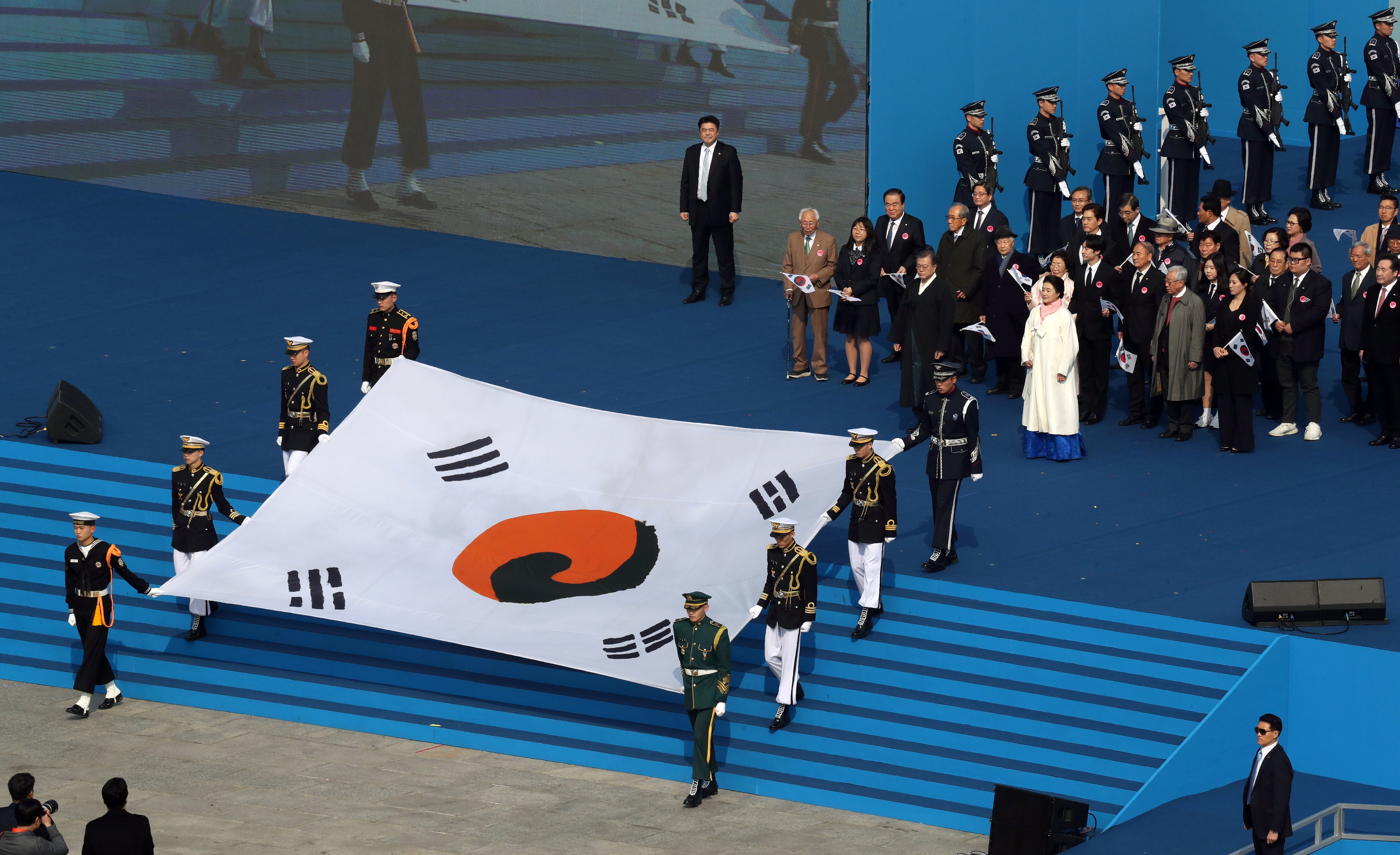
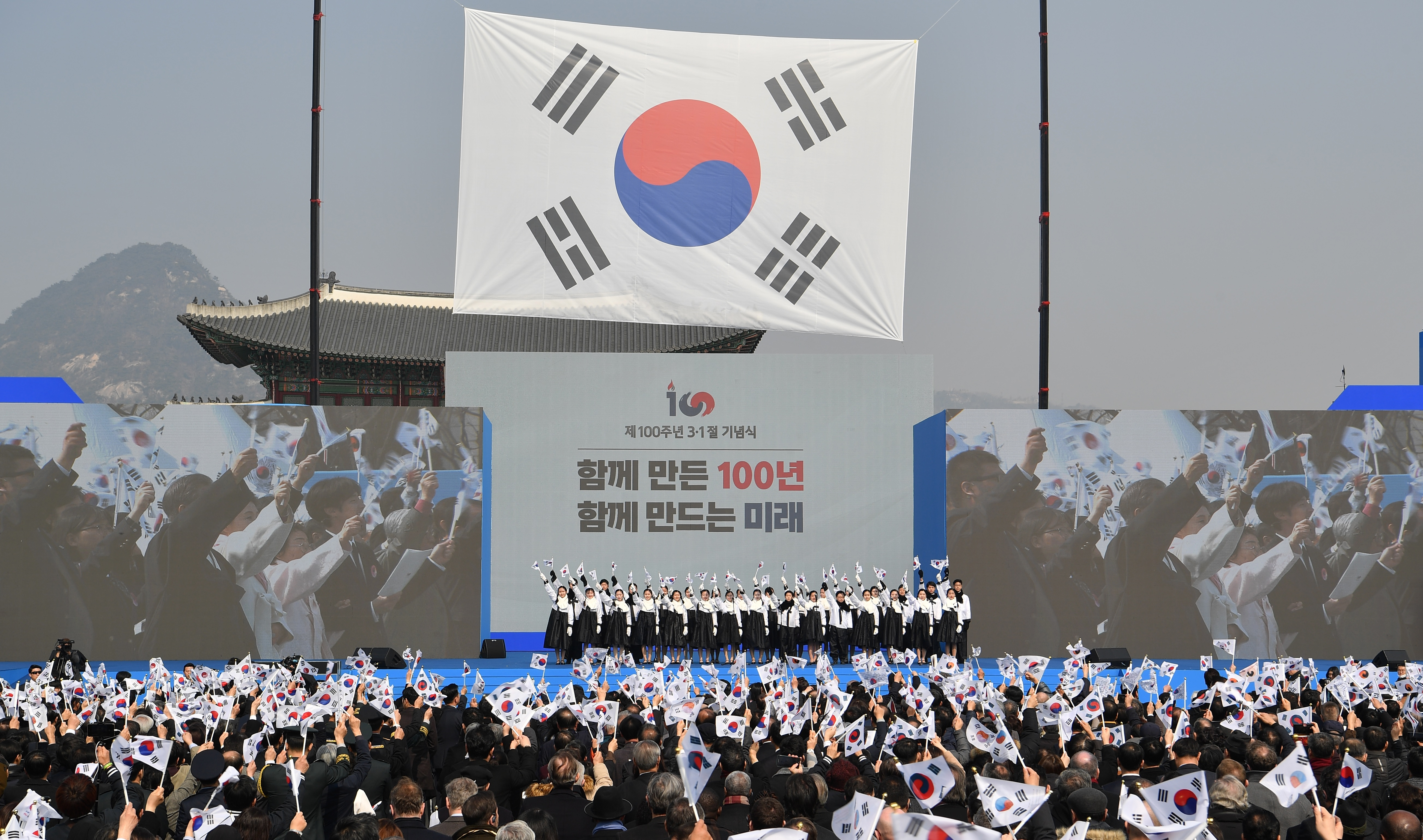
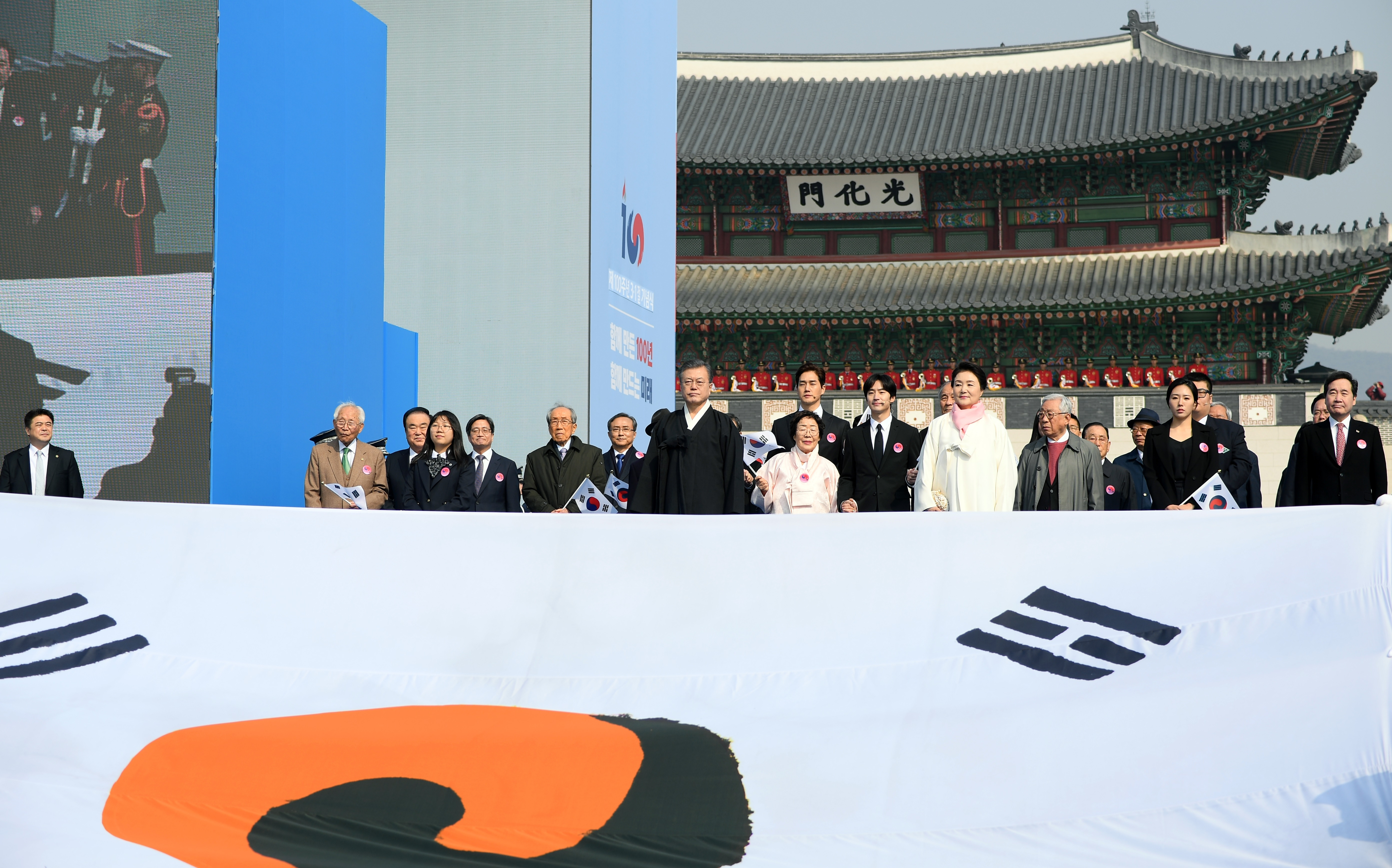
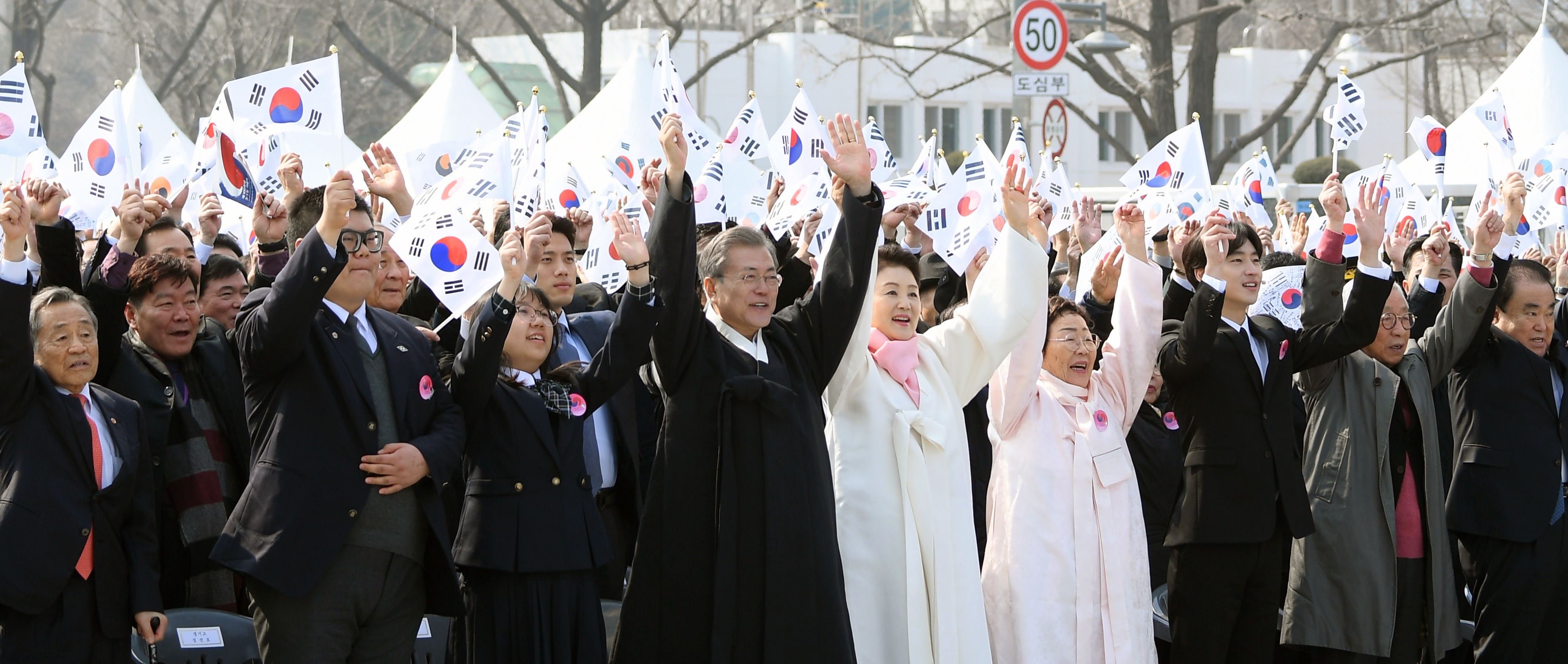
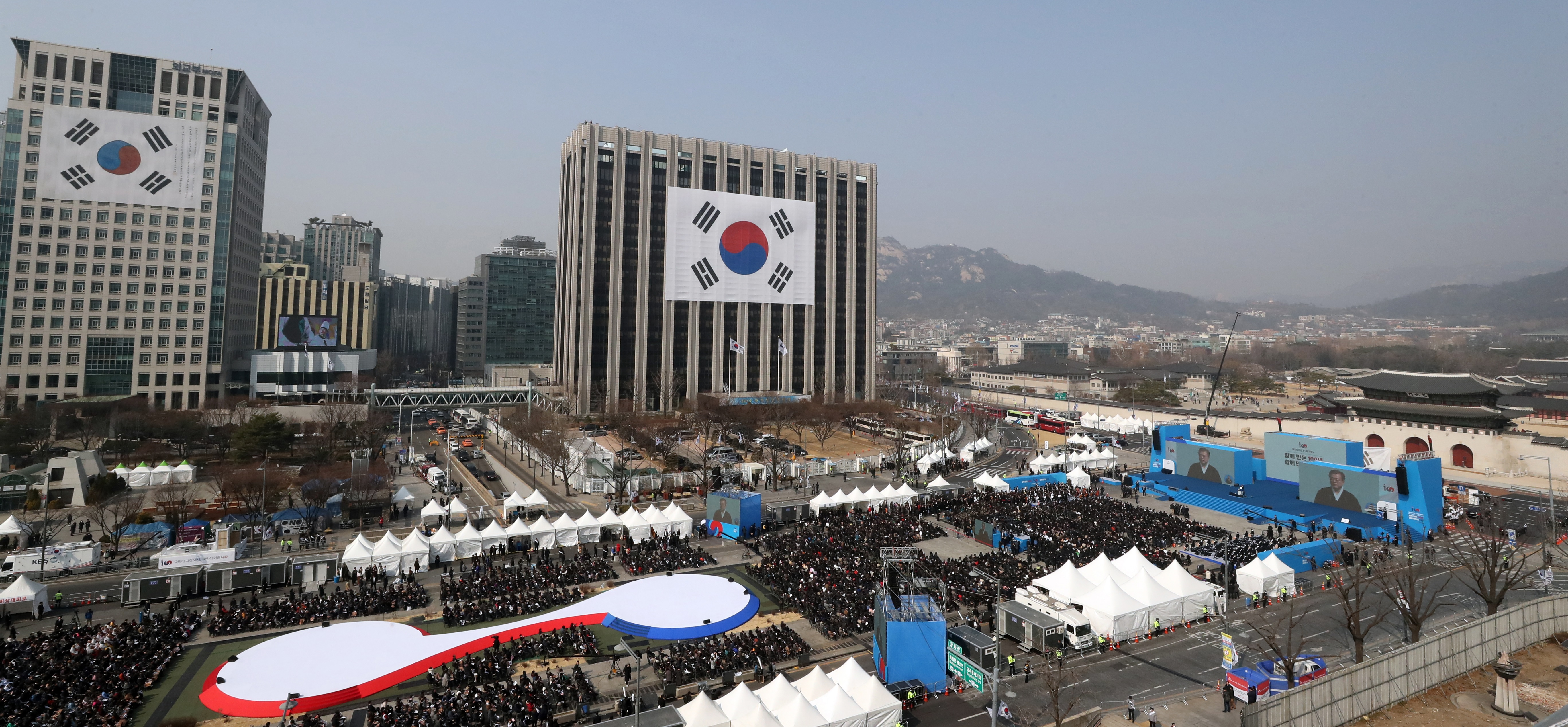

## 같이 보기
- 3·1 운동
- 대한민국 임시정부
- 대한민국 임시의정원
- 자제단
- 이토 히로부미
- 유관순
- 대한민국의 공휴일

## 참고 문헌
- 《국경일에는 어떤 의미가 담겨 있을까》, 박인택 저, 한창수 역, 채우리(2005년)